# الاستشهاد الذاتي
الاستشهاد الذاتي (بالإنجليزية: self-citation)‏ هو مصطلح يرمز إلى قيام مؤلف بحث ما بالاستشهاد بمؤلفاته الأخرى، بهدف رفع عدد مرات الاستشهاد بأبحاثه. ويلجأ بعض الباحثين لهذا الأمر لرفع معاملاتهم الأكاديمية ك h-index.
وقد تقوم إحدى الدوريات العلمية بإجبار الباحث على الاستشهاد بما ينشر فيها لكي تقبل نشر بحثه وهو ما يسمى «الاستشهاد القسري» (بالإنجليزية: Coercive citation)‏ وذلك لرفع معامل التأثير (بالإنجليزية: Impact factor)‏ للمجلة أوالدورية. وهذا النمط من الاستشهاد يعد نوعا من التحايل.
ويعد هذا العمل غير أخلاقي، وللأسف تقع فيه بعض المجلات المشهورة، خاصة في المجال الطبي. وأظهر إحصاء في عام 2012 أن حوالي 20% من الأعمال الأكاديمية المنشورة تم فيها «استشهاد قسري».